# Дзержинський район (Перм)
Дзержи́нський район (рос. Дзержи́нский район) — один з семи районів Пермі (Росія). За підсумками Всеросійського перепису населення 2002 року Дзержинський район — четвертий за чисельністю населення. Населення району становило 153 403 чоловік (15,2 % від населення Пермі).

Дзержинський район

Названий на честь Фелікса Едмундовича Дзержинського, революціонера і політичного діяча СРСР. У сквері, що примикає до вулиці Леніна, напроти будівлі адміністрації району, встановлений бюст Ф. Е. Дзержинського.

## Географія
Район розташований на обох берегах Ками і складається з лівобережної і правобережної частини.
У Дзержинському районі протікають такі малі річки:
- Мулянка;
- Данилиха.

Частина території району займає Черняєвській ліс.

## Найбільші вулиці

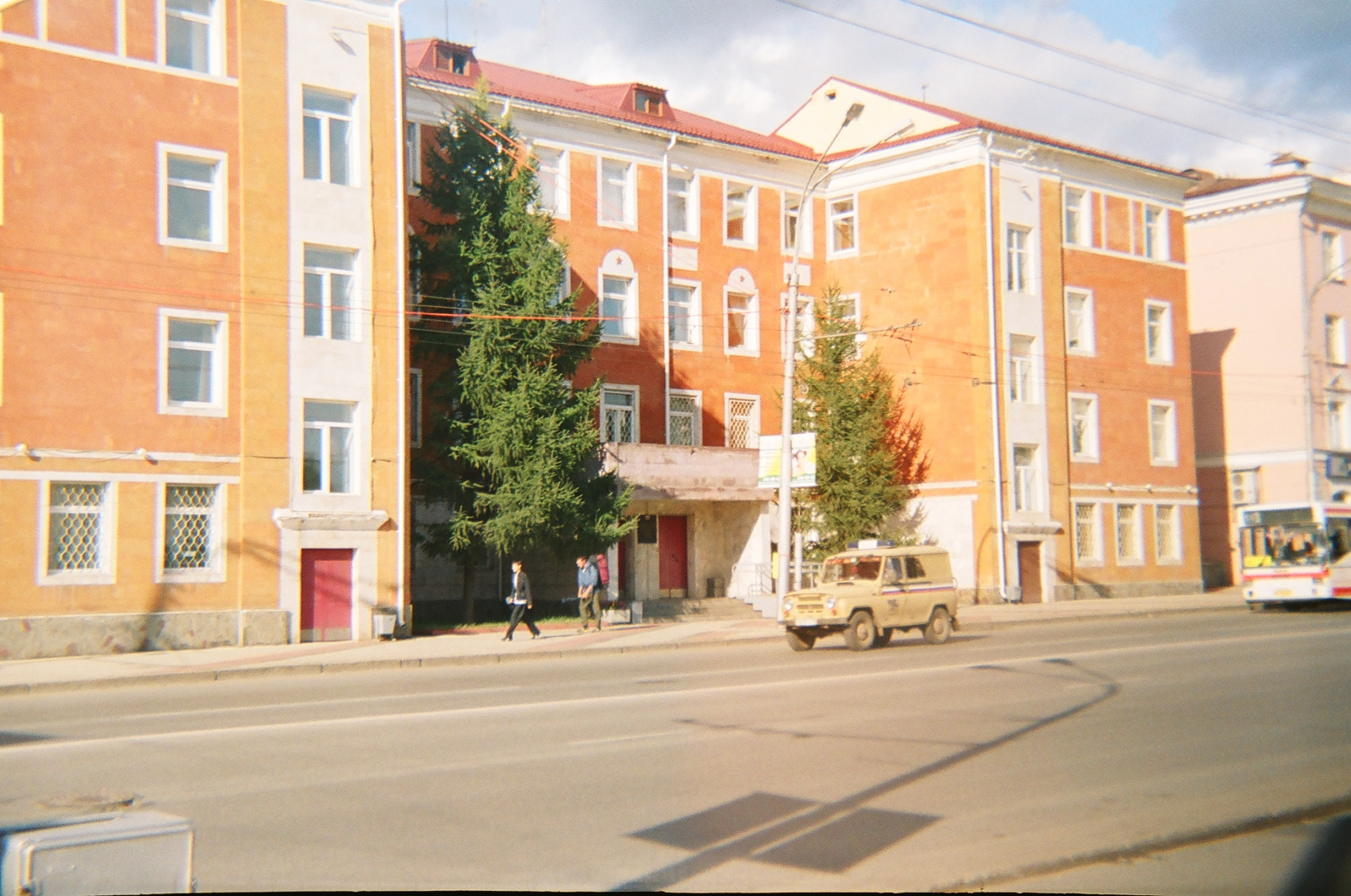
Адміністрація району

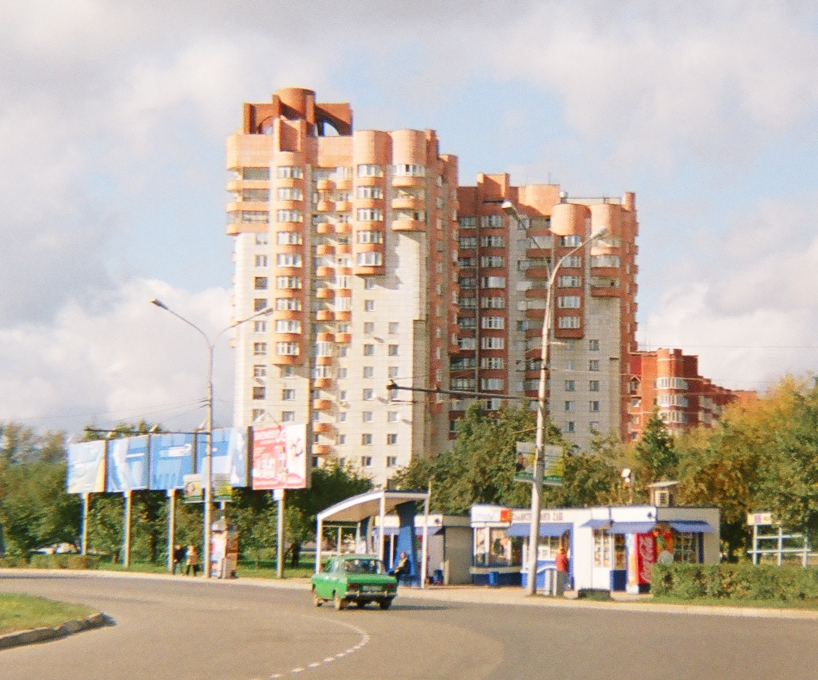
Житловий будинок — приклад сучасної архітектури

- Вулиця Леніна.
- Вулиця Плеханова.
- Парковий проспект.